# Bathya neozealaniae
Bathya neozealaniae är en ringmaskart som först beskrevs av McIntosh 1885.  Bathya neozealaniae ingår i släktet Bathya och familjen Terebellidae.
Artens utbredningsområde är havet kring Nya Zeeland. Inga underarter finns listade i Catalogue of Life.